# Lijst van voetbalinterlands China - IJsland
Deze lijst van voetbalinterlands is een overzicht van alle officiële voetbalwedstrijden tussen de nationale teams van China en IJsland. De landen speelden tot op heden een keer tegen elkaar: een vriendschappelijke wedstrijd, die werd gespeeld op 10 januari 2017 in Nanning.

## Wedstrijden
| № | Plaats  | Datum           | Competitie        | Wedstrijd       | Uitslag |
| - | ------- | --------------- | ----------------- | --------------- | ------- |
| 1 | Nanning | 10 januari 2017 | Vriendschappelijk | China – IJsland | 0 – 2   |

## Samenvatting
| Competitie        | Totaal gespeeld | Winst China | Gelijk | Winst IJsland | Doelsaldo China – IJsland |
| ----------------- | --------------- | ----------- | ------ | ------------- | ------------------------- |
| Vriendschappelijk | 1               | 0           | 0      | 1             | 0 − 2                     |
| Totaal            | 1               | 0           | 0      | 1             | 0 − 2                     |

Wedstrijden bepaald door strafschoppen worden, in lijn met de FIFA, als een gelijkspel gerekend.

## Details

### Eerste ontmoeting
| Vriendschappelijk (scheidsrechter Kim Jong-hyeok, Nanning, China, 10 januari 2017): |              | |
| China | 0 – 2        | IJsland |
| | goals        | 64' Kjartan Finnbogason 88' Aron Sigurðarson |
| Marcello Lippi | bondscoach   | Heimir Hallgrímsson |
| Chi Wenyi Deng Hanwen 65' Yang Shanping Gao Zhunyi Yin Hongbo 57' Mao Jianqing 46' Fan Xiaodong Chi Zhongguo Cao Yunding 80' Cai Huikang Hui Jiakang 72' | opstellingen | Hannes Halldórsson 73' Birkir Sverrisson Birkir Sævarsson 59' Kristinn Jónsson Jón Fjóluson Victor Pálsson 90' Elías Már Omarsson 77' Theódór Elmar Bjarnason Kári Árnason 59' Arnór Smárason 90' Björn Sigurðarson |
| Hu Rentian 46' Chen Zhongliu 57' Bia Jiajun 65' Wang Jinxian 72' Wang Jingbin 80' | wissels      | 59' Böðvar Böðvarsson 59' Kjartan Finnbogason 73' Aron Sigurðarson 77' Óttar Magnús Karlsson 90' Orri Ómarsson 90' Albert Guðmundsson                                                                               |
| Deng Hanwen 8' | gele kaarten | 79' Birkir Sævarsson |
| - Debuut van Wang Jingbin (Fagiano Okayama), Wang Jinxian (Dalian Yifang), Chen Zhongliu (Hangzhou Greentown), Chi Zhongguo (Yanbian Funde), Yin Hongbo (Henan Jianye), Fan Xiaodong (Changchun Yatai), Deng Hanwen (Nei Mongol Zhongyou) en Chi Wenyi (Yanbian Funde) voor China. - Debuut van Böðvar Böðvarsson (FH Hafnarfjörður), Óttar Magnús Karlsson (Molde FK), Orri Sigurður Ómarsson (Valur Reykjavík) en Albert Guðmundsson (PSV) voor IJsland. |              | |